# Vadim Yákovlev
Vadim Yákovlev fue un comandante de caballería Cosaca en Rusia, con el rango de “yesaul” (pudiendo equivaler en las tropas cosacas a capitán). 
Vadim Yákovlev es un veterano de la Primera Guerra Mundial mandando una brigada Cosaca encuadrada en el Ejército blanco del General Antón Denikin en Ucrania. Con la derrota de Denikin, Yákovlev cruza las líneas bolcheviques y se une al Ejército Rojo como comandante de la Tercera Brigada de Caballería Cosaca del Don. Dentro del Primer Ejército de Caballería de Semión Budionni, la brigada es enviada al frente en la Guerra Polaco-Soviética durante la Ofensiva Polaca de Kiev.
Después de la Batalla de Volodarka ocurrida el 31 de mayo de 1920, nuevamente cambia de mando con sus hombres y se une al Ejército polaco, donde es nombrado Coronel. Su brigada, con unos 1700 hombres, se renombró como Brigada de Cosacos Libres y luchó junto a los polacos. 
Las tropas de Yákovlev se destacaron particularmente por sus crueles y sangrientas matanzas en los pueblos y aldeas ucranianas y Bielorrusia así como pogromos antisemitas a principio de la década de 1920.
Después del acuerdo de cese el fuego, a finales de 1920, Yákovlev firmó una alianza con el gobierno en el exilio de la República Popular de Ucrania, y decidido a continuar la lucha contra el Ejército Rojo. Sus fuerzas fueron rápidamente derrotadas, y obligadas a volver a territorio controlado por los polacos. El coronel Vadim Yákovlev seguirá siendo el comandante de la brigada hasta que esta fue desbandada en 1923.